# Anders Pålsson (fotbollsspelare)
Åke Anders Pålsson, född 10 november 1917 i Raus församling, död 4 april 1999 i Råå, var en svensk fotbollsspelare och skyttekung i Allsvenskan.

## Fotbollskarriär
Fiskarsonen Pålsson, som under våren 1939 kom till Hälsingborgs IF, svarade i sin allsvenska debut för tre mål (mot Örgryte IS, seger 5-0). Han blev sedan säsongen 1939/1940 allsvensk skyttekung på 17 gjorda mål. Det märkliga med prestationen vara att de 17 målen gjordes på blott 9 matcher då han under 11 matcher gick mållös vilket kompenserades med bland annat två gjorda hattrick. Säsongen efter blev han svensk mästare då hans Hälsingborg vann Allsvenskan två poäng före tvåan Degerfors IF.
Karriären i HIF gick lite upp och ner och stördes av såväl småskador som militärtjänst på Gotland.
Trots sin skytteligaseger fick Pålsson aldrig göra någon landskamp för Sverige.

## Utanför planen
Under andra världskriget stod Pålsson tillsammans med sin far för en stor humanitär insats då han räddade judiska flyktingar från Danmark undan nazismens terror. Detta då de nattetid med släckta lanternor åkte till danska fyrskeppet "Lappegrund" norr om Sofiero.
Anders Pålsson är begraven på Råå kyrkogård.

## Meriter

### I klubblag
Hälsingborgs IF
- Svensk mästare (1): 1940/41
- Svenska Cupen (1): 1941

### Individuellt
- Skyttekung i Allsvenskan 1939/40, 17 mål

### Webbsidor
- Profil på worldfootball.net
- Lista på landskamper, svenskfotboll.se, läst 2013 01 29